# Сайма (Аргаяшский район)
Сайма — посёлок в Аргаяшском районе Челябинской области России. Входит в состав Кузнецкого сельского поселения.  

## География
Расположен недалеко от полуострова Елин, на северо-восточном побережье озера Увильды. Рядом с посёлком расположены несколько озёр: Теренкуль, Доронькино и другие. Также недалеко от посёлка расположен остров Лисий.
Находится в северо-западной части района. До районного центра села Аргаяш 30 км, до центра сельского поселения села Кузнецкого 12 км.

## Этимология
Слово «сайма» обозначает рыбацкую стоянку для промысла.

## История
Основан в 1912 году в Кыштымской волости. Первоначально назвался  Увильдинской Саймой из-за своего географического расположения на берегу озера. Затем был переименован в Рыболовную Сайму из-за рода деятельности жителей посёлка. 
По данным переписи, в 1926 г. состоял из 1 двора. До 1948 г. посёлок входил в Кыштымский район, затем передан в Аргаяшский. 
На его территории действовала рыболовецкая артель.
В начале XXI века в был небольшой прирост населения за счёт приезжих.Рыболовные хозяйства сохранились. Территории вокруг посёлка застроены базами отдыха, а также коттеджами.  

## Население
В 1926 году в посёлке проживало 3 человека. Затем был большой рост населения, к 1970 году жило 210 человек. Потом начался упадок: в 1983 г. — 49 человек, в 1995 г. — 43 человека.
| 2002 | 2010 |
| ---- | ---- |
| 24   | ↗37  |

## Достопримечательности
Главной достопримечательностью является озеро Увильды.

## Транспорт
Посёлок связан шоссейными дорогами с соседними населенными пунктами. 
Сайма соединена автобусной сетью с районным центром.   

## Улицы
Уличная сеть посёлка состоит из 5 улиц: 
- Курортная,
- Лесная,
- Набережная,
- Саймовский переулок,
- Сосновая